# Menzersattel
Menzersattel är ett bergspass i Antarktis. Det ligger i Östantarktis. Nya Zeeland gör anspråk på området. Menzersattel ligger 372 meter över havet.
Terrängen runt Menzersattel är kuperad åt sydost, men åt nordväst är den platt. Terrängen runt Menzersattel sluttar norrut. Trakten är obefolkad. Det finns inga samhällen i närheten.